# Francesco Guami
Francesco Guami (Lucca, 1554 circa – Lucca, 30 gennaio 1602) è stato un compositore e trombonista italiano.

## Biografia
Fratello del più celebre Gioseffo Guami, di lui non si hanno notizie precise fino all'età adulta. Le prime menzioni della sua attività lo trovano trombonista presso la cappella di corte di Baviera a Monaco dal 1568 al 1580 circa. Tornato in Italia, ricoprì l'incarico di maestro di cappella in diverse chiese in giro per l'Italia e fra esse la Cappella Palatina della sua città natale nel 1598.
Compose tre libri di madrigali, nel decennio 1588-1598, pezzi strumentali ed alcune messe andate disperse.